# 舊庫拉特卡
旧库拉特卡（羅馬化：Staraya Kulatka）是俄罗斯乌里扬诺夫斯克州的市级镇，为该州旧库拉特卡区行政中心及规模最大聚居地，也是该区唯一的一座市级镇。地处乌里扬诺夫斯克州南部，位于伏尔加河流域捷列什卡河一支流库拉特卡河畔，在州府乌里扬诺夫斯克西南方，南距乌里扬诺夫斯克州与萨拉托夫州州界约15公里（通过公路）。
附近较大城市有瑟兹兰和巴拉科沃。
该地2022年人口有4,468人；2010年人口5,685；2002年人口6,075；1989年人口5,925。